# ونداور (یوتا)
ونداور (به انگلیسی: Wendover) شهری در ایالت یوتا کشور ایالات متحده آمریکا است که جمعیت آن در سرشماری سال ۲۰۱۰ میلادی، ۱٬۴۰۰ نفر بوده‌است.